# キャフタ条約 (1915年)

1915年のモンゴル

キャフタ条約（きゃふたじょうやく、英: The Treaty of Kyakhta、中国語:中俄蒙協約）は、1915年5月25日に、ロシア帝国、モンゴル（ボグド・ハーン政権）、中華民国北京政府との間で締結された条約である。
ロシア帝国と中国は、中国の領土として外蒙古の自治を認め、モンゴルは中国を宗主国として認めた。モンゴルは政治的問題、領土問題について外国と国際条約を締結することができなくなった。
モンゴル代表の首相トグス・オチリン・ナムナンスレンは、自治を事実上の独立まで拡大しようと努め、漠然として効果がない宗主国以上のものを拒否しようとした。中国側は、仮にモンゴルの自治を終わらせないとしても、最小限にしようとした。モンゴルは、モンゴル全体の真の独立承認を否定したがゆえに、条約を災害のように見なした。外蒙古は、効果的に中国の支配下から外れようとして、ロシア外務省法務部長のbaron B.E. Noldeの説明の通り、当時の国際法に基づく国家としての全ての属性が必要だった。
条約により、1911年に宣言されたモンゴルの独立的な地位が大幅に削減されたものの、最終的には1917年に勃発したロシアの十月革命の後に現実的な意味を無くし、1921年にモンゴル人民共和国を宣言した。